# 美国国会小组委员会
美国国会小组委员会（英語：United States congressional subcommittee）是美国国会委员会的一个分支机构，负责审议特定事项并向美国国会委员会报告審議結果。委員人數超過20人的國會委員會，必須設立4個小组委员会。國會委员会會將具體的事項交由小组委员会審議。有些小組委員會主席希望擺脫国会委员会主席的控制並獲得更多的自主權。
美国众议院禁止任何下屬委员会設立持续时间超过六个月的小組委員會。众议院規定國會眾議員最多在两个國會委员会內任職，而眾議員在每个國會委员会内最多在四个小组委员会內任职。